# Cotton Fields
Cotton Fields (The Cotton Song), auch bekannt als In them old Cottonfields back home, ist ein Lied des US-amerikanischen Bluesmusikers Huddie Ledbetter, der besser bekannt unter dem Namen Lead Belly ist. Die erste Aufnahme des Songs machte er Anfang der 1940er Jahre, in den folgenden Jahrzehnten wurde das Lied von zahlreichen anderen Musikern aufgegriffen.
Der Song wurde 1947 aufgenommen, erschien jedoch erst 1953 auf dem Album Rock Island Line bei Folkways Records.

## Hintergrund und Geschichte
Huddie Ledbetter wurde 1888 geboren und wuchs im Nordwesten Louisianas nahe der Grenze zu Arkansas auf. Seine Eltern arbeiteten in den Baumwollfeldern der Region und er selbst begann bereits als Jugendlicher, in den Feldern als Baumwollpflücker zu arbeiten. Später arbeitete er gemeinsam mit seiner Frau als Baumwollpflücker in Texas. Er verarbeitete diese Erfahrungen über seine Jugend in Cotton Fields.
Er schrieb den Song wahrscheinlich 1940, 1941 spielte er ihn zum ersten Mal im Radio in der Sendung Folk Songs of America. Eine Studio-Aufnahme erfolgte 1947, die 1953 auf dem nach seinem Tod erschienenen Album Rock Island Line sowie in der Folge auf zahlreichen weiteren Compilation-Alben veröffentlicht wurde.

## Text und Musik

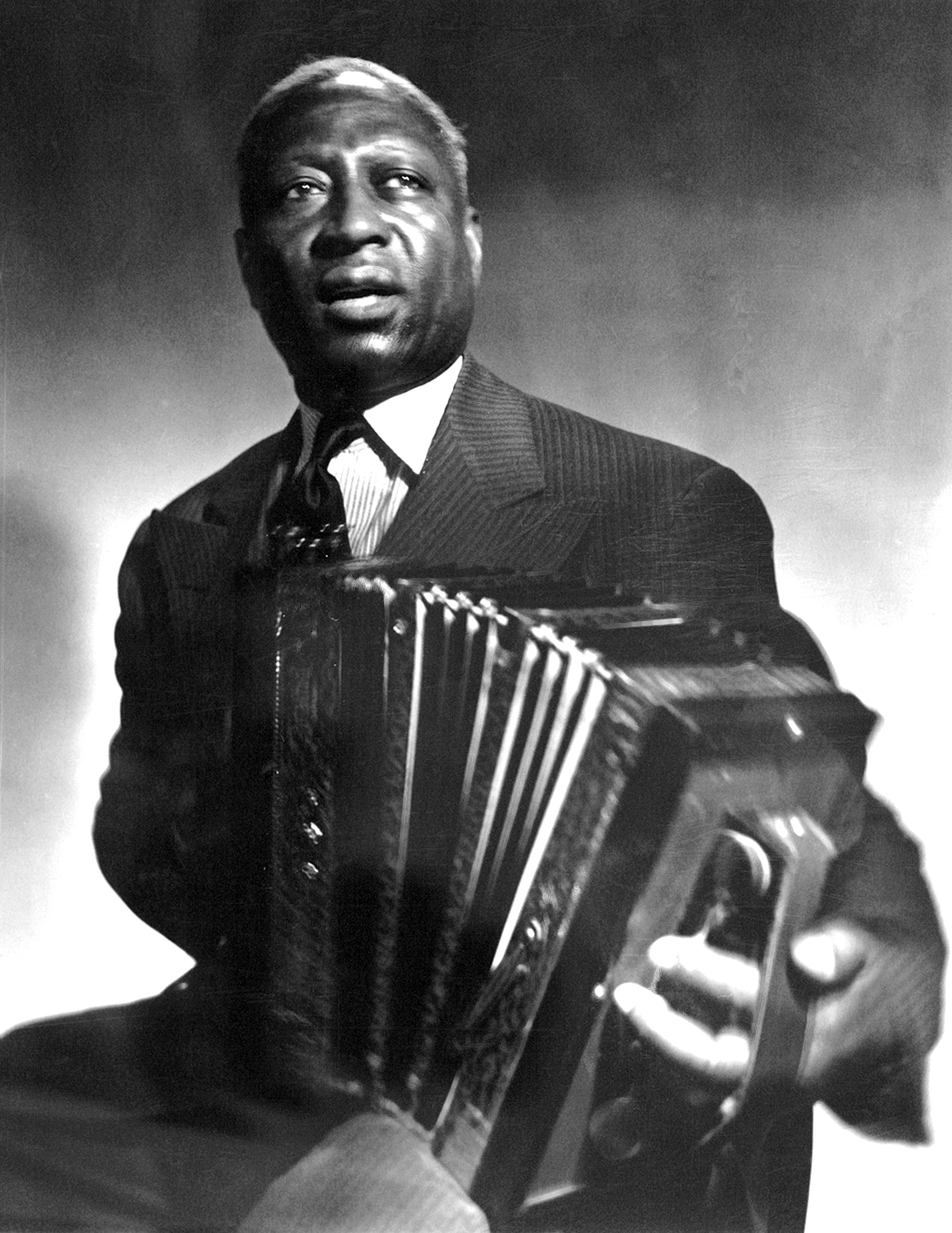
Lead Belly, etwa 1942

Das Lied Cotton Fields ist in einem 2/4-Takt angelegt. Die verschiedenen Bearbeitungen basieren auf dieser Vorlage und transformierten sie entsprechend. Als Text für gesungene Versionen existieren mehrere Versionen, die über die Jahre entstanden sind und die jeweils von verschiedenen Musikern aufgegriffen wurden. Im Original von ist der Text wie die Grundmelodie einfach aufgebaut und besteht aus drei Strophen und einem jeweils dazwischen gesungenen Refrain. Die Strophe besteht jeweils aus einem Reim und der daran anschließenden Zeile „In them old, old cotton fields at home“.
Lead Belly beschrieb in dem Lied, wie seine Mutter ihm das Baumwollpflücken auf den Feldern von Louisiana beibrachte und worauf er zu achten hat. Die erste Strophe beschreibt, wie sie ihn mit in die Felder nahm:

„When I was a little baby

My mother would rock me in the cradle

In them old, old cotton fields at home“

In der zweiten Strophe stellt er klar, dass mit der Baumwolle nicht viel Geld zu machen sei: „It may sound a little funny / But, you didn't make very much money“ und in der dritten Strophe geht er selbst als Baumwollpflücker nach Arkansas: „I was over in Arkansas / People ask me, "What you come here for?" / In them old cotton fields at home“.
Der Refrain zwischen den Strophen ist ähnlich aufgebaut. Zum Ende des Liedes wird er wiederholt:

„Oh, when them cotton balls get rotten

You couldn't pick very much cotton

In them old cotton fields at home

It was down in Louisiana

Just a mile from Texarkana

In them old cotton fields at home“

## Rezeption und Coverversionen
Erfolgreich wurde Cotton Fields vor allem durch die Neu-Interpretation verschiedener Künstler ab den 1950er Jahren und damit nach dem Tod von Leadbelly. So wurde es etwa bereits 1954 von Odetta & Larry aufgegriffen und auf ihrem Album The Tin Angel presents Odetta and Larry veröffentlicht. Die Chas McDevitt Skiffle Group, eine von mehreren Skiffle-Bands, die Material von Leadbelly nutzten, veröffentlichte 1957 ihre Version des Liedes und im Jahr darauf erschien eine Version von Harry Belafonte auf seinem Album Belafonte sings the Blues.
Zahlreiche weitere Musiker griffen das Lied auf und vor allem die Versionen von The Highwaymen (1961), The Beach Boys (1969), Creedence Clearwater Revival (1969) und Johnny Cash (1980) machten das Lied international populär. Cotton Fields wurde ein  Klassiker des amerikanischen Folk und Bluegrass- sowie später auch der Country- und Rockmusik und wurde entsprechend zahlreich gecovert. Insgesamt sind mehr als 180 Coverversionen des Liedes verfügbar.
Zu den bekanntesten Musikern, die das Lied aufgegriffen und interpretiert haben, gehören etwa:
- 1954: Odetta & Larry

- 1957: Chas McDevitt Skiffle Group
- 1958: Harry Belafonte
- 1961: The Highwaymen

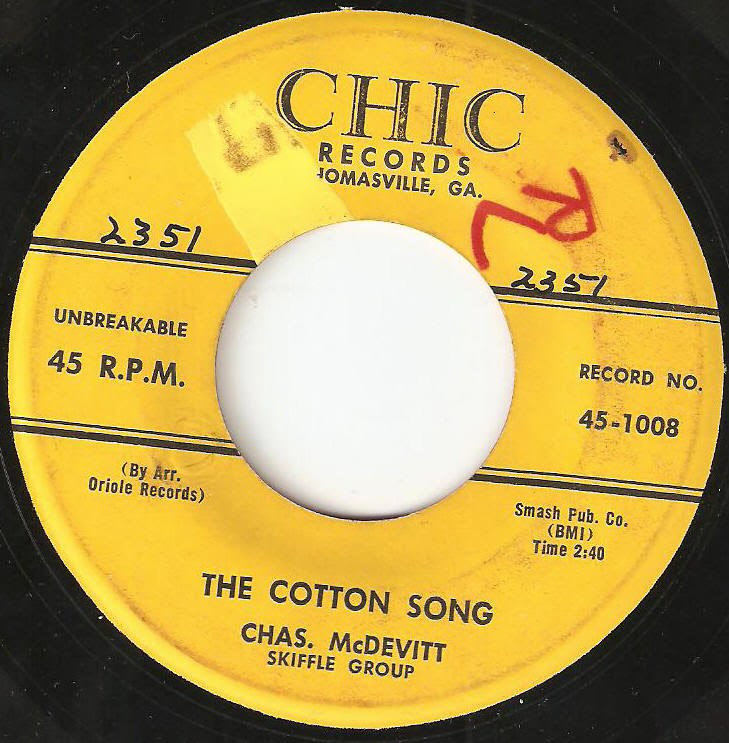
Chas McDevitt Skiffle Group – The Cotton Song als amerikanische Veröffentlichung bei Chic Records

- 1962: Mac Wiseman, The Hi-Lo’s, Johnny Cash, Bill Monroe and his Blue Grass Boys
- 1963: Buck Owens, Arthur Lyman, The Springfields
- 1964: Trini Lopez, Eddy Arnold
- 1969: The Beach Boys, Creedence Clearwater Revival, Charley Pride
- 1970: Elvis Presley (veröffentlicht 2000), Eleanor Bodel
- 1972: Teresa Brewer
- 1994: Buckwheat Zydeco
- 1995: Elton John
- 2003: Carole King
- 2023: Van Morrison

Neben Versionen auf Englisch gibt es auch verschiedene Übersetzungen und Umsetzungen, etwa auf Deutsch und Spanisch. Die Tramps nutzten 1962 die Melodie von Cotton Fields  für ihren Song Komm nach Idaho, eine weitere deutsche Version sangen 1964 Esther & Abi Ofarim unter dem Namen Wenn ich bei dir sein kann, beide wurden von Carl-Ulrich Blecher geschrieben. Udo Jürgens wählte 1967 allerdings die englische Originalversion für seine Veröffentlichung und sang diese auch auf Englisch.
Eine französische Variante veröffentlichte Petula Clark unter dem Namen L'enfant do, geschrieben von Jacques Plante. Auf Spanisch unter anderem als Cuando yo era un jovencito, geschrieben von Cuitlahuac Delgado und interpretiert von mehreren mexikanischen Bands. Tschechische Versionen mit dem Titel Pole s bavlnou erschienen 1970 gesungen von Milan Chladil und den Rangers. Auf Finnisch erschien das Lied als Vanhan Korpin Varjo 1964 von Anki Lindqvist sowie 1970 als Puuvillapellot von ihrer späteren Band Cumulus. Trygve Thue veröffentlichte 1994 das Lied auf Norwegisch unter dem Titel Epletrær, und auf Schwedisch gibt es den Titel als Morfars gamla torp von Grynet Molvig von 1964 sowie als Bomullsfälten von Näckens aus dem Jahr 1977.

## Belege
1. ↑  Lead Belly: The Smithonian Folkway Collection, Booklet zum gleichnamigen CD-Boxset von 2015, Smithsonian Institution Folkway Collection; S. 18, (Volltext (Memento des Originals vom 13. April 2022 im Internet Archive)  Info: Der Archivlink wurde automatisch eingesetzt und noch nicht geprüft. Bitte prüfe Original- und Archivlink gemäß Anleitung und entferne dann diesen Hinweis.).
2. ↑  Lead Belly: The Smithonian Folkway Collection, Booklet zum gleichnamigen CD-Boxset von 2015, Smithsonian Institution Folkway Collection; S. 19.
3. ↑  Lead Belly: The Smithonian Folkway Collection, Booklet zum gleichnamigen CD-Boxset von 2015, Smithsonian Institution Folkway Collection; S. 32.
4. ↑  Leadbelly – Rock Island Line bei Discogs; abgerufen am 2. Januar 2021.
5. ↑  Chartquellen (The Highwaymen): US
6. ↑  Chartquellen (Udu Jürgens): DE/AT
7. ↑  Chartquellen (The Beach Boys): DE UK
8. 1 2 3 4 5  Leadbelly – Cotton Song auf cover.info; abgerufen am 2. Januar 2021.